# Penstemon mensarum
Espèce
Penstemon mensarum  est une espèce de plantes de la famille des Plantaginacées, originaire d'Amérique du Nord. Elle est connue sous le nom de Grand Mesa Beardtongue en anglais. 

## Description
Cette espèce est pérenne, native du Colorado et qui peut atteindre 45cm de hauteur. Les fleurs sont généralement de couleur bleue cobalt.